# Martírio de Jerusalém
Martírio de Jerusalém foi o patriarca de Jerusalém de 478 até 486. A ele é creditada a fundação do Mosteiro de Martírio à beira da estrada de Jericó a Jerusalém, na Palestina Prima.

## Vida e obras
Martírio nasceu na Capadócia durante a primeira metade do século V. Em 457, ele se juntou ao Mosteiro de Eutímio, que estava localizado a leste de Jerusalém. Procurando levar uma vida eremita e asceta, Martírio deixou o mosteiro lotado e se mudou para uma caverna nas proximidades. Após entrar nas Ordens Sagradas, Martírio serviu como padre na Igreja do Santo Sepulcro em Jerusalém. Tornou-se patriarca em 478 e serviu até 486. Foi provavelmente durante o seu episcopado que Martírio construiu o Mosteiro de Martírio nas colinas da Judeia a leste de Jerusalém.

### Henótico
Em 482, o imperador bizantino Zenão publicou o Henótico, um édito iniciado por Acácio, patriarca de Constantinopla (r. 472–488), cujo objetivo era restaurar a paz entre os monofisistas e os ortodoxos. Porém, ele só fez piorar a situação ao esquentar as paixões envolvidas na discussão e terminou por provocar um cisma entre o ocidente e o oriente. Martírio, seguindo o exemplo do patriarca de Alexandria, assinou o édito, contrariando assim às determinações da Igreja de Roma. Todos os bispos da Palestina se juntaram a ele.
Martírio morreu em 13 de abril de 486.